# マイユ

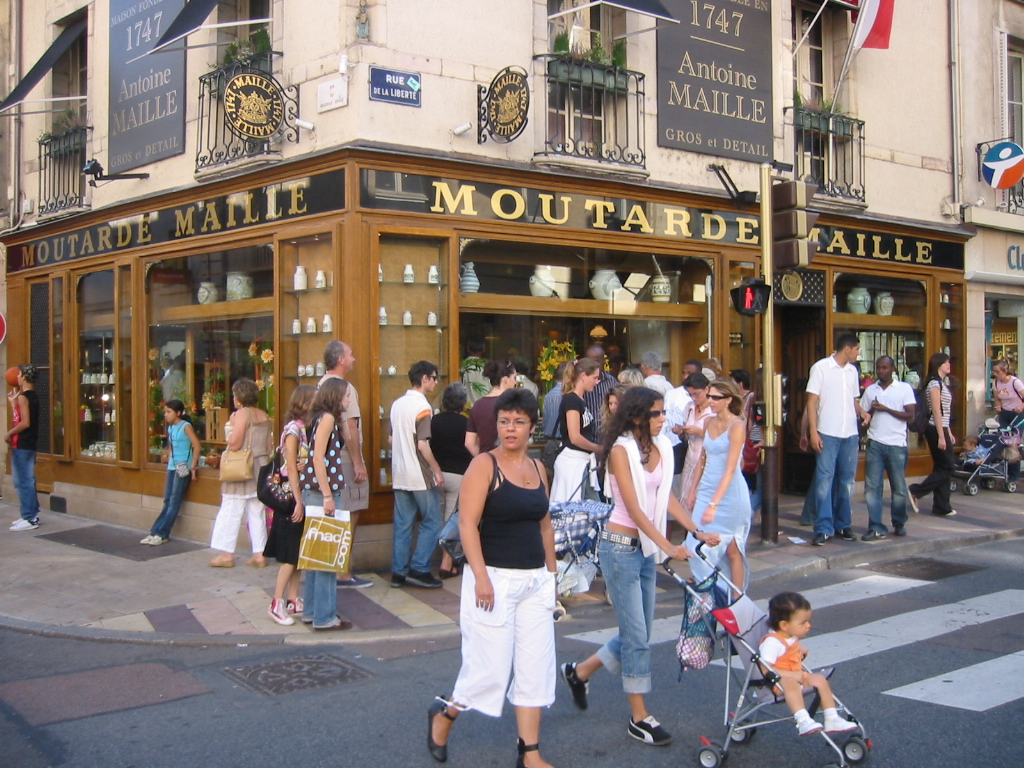
フランス・ディジョンの繁華街の一角にあるマイユのマスタード販売店。ディスプレイにはセラミック製の壺入りマスタードを置いている。

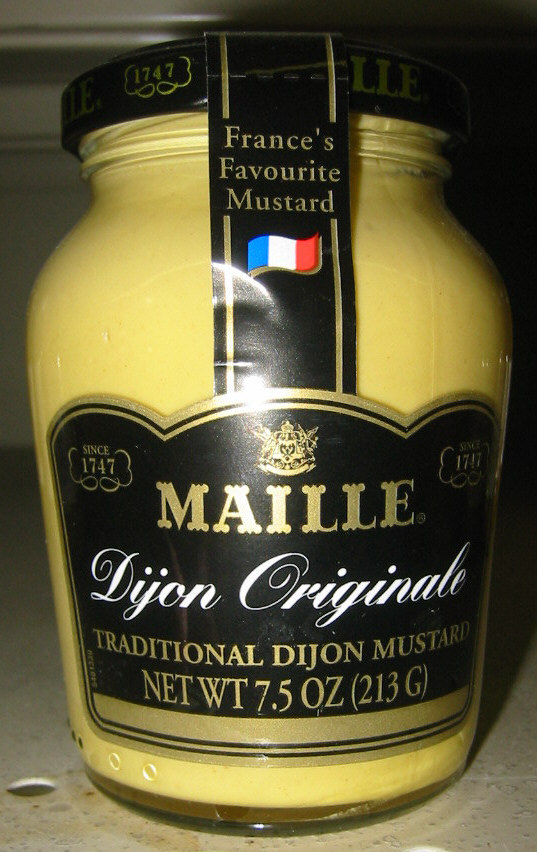
マイユ伝統の壺入りディジョンマスタード

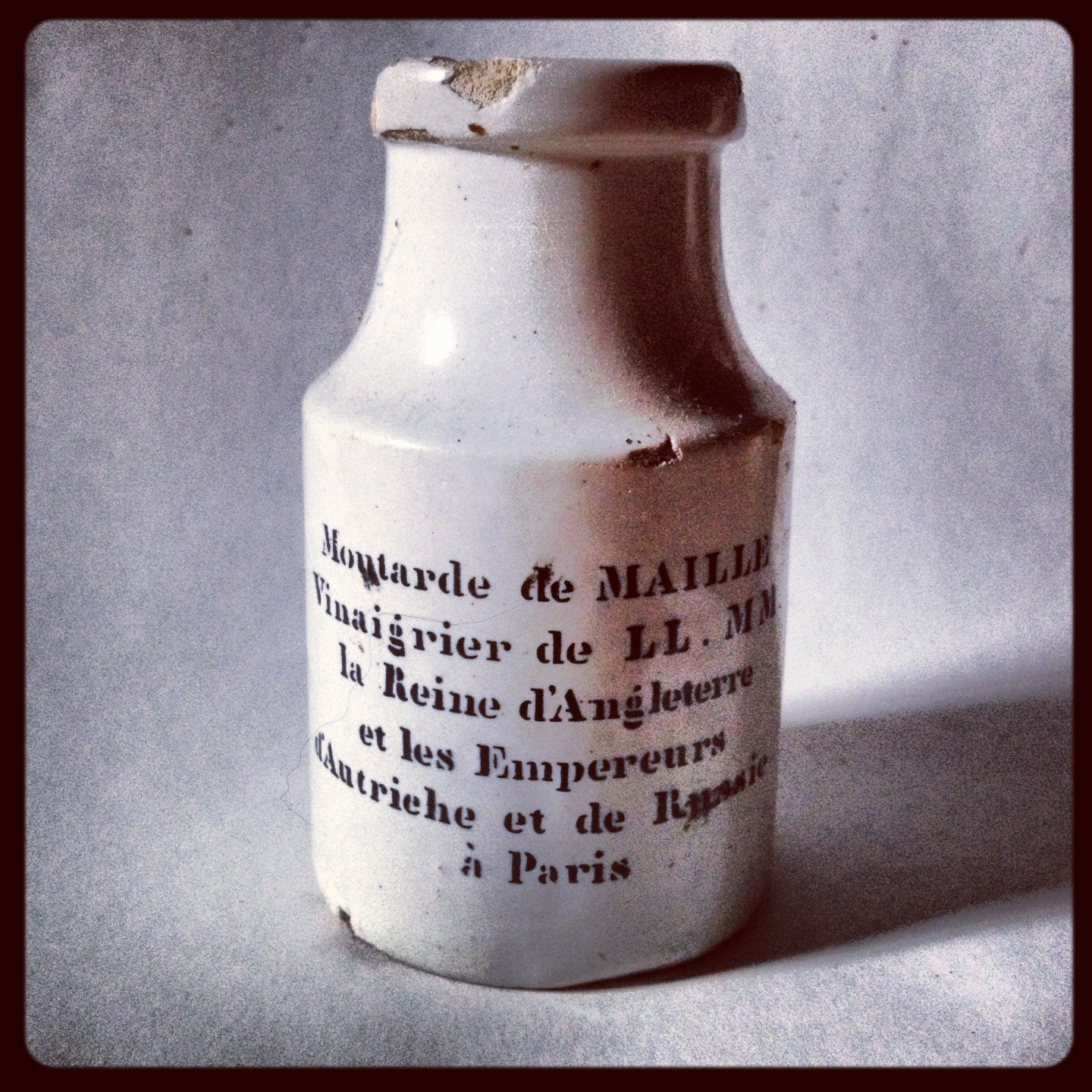
19世紀、マイユが販売していたセラミック製の壺入りマスタード

マイユ（フランス語: Maille）は、マスタード、ピクルス、炻器、サラダドレッシング、台所用品、家庭用調理油を販売するフランスの企業、及びマスタードのブランド名である。マイユは1723年にフランス・マルセイユで起業した。今日、マイユは多国籍企業ユニリーバの傘下に入っている。マイユはディジョン、パリ、ロンドン、ニューヨークに専門のブティックを構えている。
日本では、エスビー食品が販売を行っている。

## 歴史
マイユはマルセイユでその歩みを始めた。ヴィネガー製造業者であったアントワーヌ・マイユは1723年にフランス南部でペストの大流行が起きた際、マイユ自身のブレンドによるヴィネガーを地元の人々向けに通りでポンプから直接販売した。これは、防腐剤入のヴィネガーを体に振りかけることで彼らを死から救ったと考えられている。
1747年までに、マイユの製品は遠方まで評判を呼び、パリのルー・サンタンドレ・デザールに自身初の店を開店した。この店ではヴィネガーとマスタードをポンプから直接販売していた。
この後すぐに、アントワーヌ・マイユの製品はヨーロッパ中の君主の興味を引き、1760年にはオーストリア大公国とハンガリー王国から専門ヴィネガー製造業者に任命された。1769年には、フランスのルイ15世の興味を引くこととなり、ヴィネガーとマスタードのルイ15世専門提供業者に任命された。時を置かずして、1771年にはロシアのエカチェリーナ2世から調味料の公式提供業者に任命された。
1821年、マイユの息子であるアントワーヌ＝クロードが家業を継ぎ、1845年、マイユはディジョンのルードゥラリベルテに新たなブティックを開店した。この店は消費者用の陶器製の壺へとマスタードを注ぐ際に使用する磁器製のポンプを始めとして、マルセイユでマイユが使用していた道具を模した物を多く使用していた。
1996年、マイユはパリのプラスドゥラマドレーヌにブティック2号店を開店した。このブティックは2015年現在でも販売を続けているが、1747年に開店した1号店は現存していない。マイユのウェブサイトとオンラインショップが2007年に作成され、2013年にはロンドンのピカデリーサーカスにロンドン店を開店した。

## ブティック
マイユは世界に5つのブティックを開店しており（パリのプラスドゥラマドレーヌとカルーゼル・デュ・ルーブル、ディジョン、ロンドン、ニューヨーク）、そのすべてでマイユの伝統に則ったポンプから壺に注ぐ形式でマスタードを販売している。

## 宣伝
マイユは1930年に実業家のフィリップ・ド・ロチルド男爵により買収された。1952年にはグレイ・プーポンとの提携を余儀なくされた。この提携により、マイユの製品はフランス、デンマーク、イギリスを含むヨーロッパ10カ国のスーパーマーケットで販売が開始された。
1930年、ジャン・エルブー（Jean Herbout）は「マイユがあると笑顔になる（Il n'y a que Maille qui m'aille）」というスローガンを掲げ、1932年には市場での競合、特にイギリスのマスタード製品であるサヴォラとの競合を勝ち抜くため、マイユ・オラが開発、販売された。
1936年、エルブーは夜間にパリのビルの屋根に明るい色で「MAILLE」の文字を映し出すことにより、マイユブランドの定着と拡大を図った。この「MAILLE」の文字は映画「Quand on En a Pas」で見ることができる。しかし、第二次世界大戦時にはこのような広告キャンペーンは控えた。
1991年、マイユはヨーロッパのスーパーマーケットにてバルサミコを50clボトルで販売を始めた。これは食生活が豊かになることで成長過程にあった調味料市場への需要に応えたものであった。
パリのプラスドゥラマドレーヌにあるマイユのブティックは1996年に開店した。これは1747年にパリのルー・サンタンドレ・デザールにブティック1号店を開店して250周年になることを祝うものであった。
1998年、販売促進事業部長であるCharlie Stebbingsはマイユのテーマ音楽に合わせて、木製ギフトボックスが登場するテレビCMを作成した。同様のCMが1999年にマイユのオリーブオイルのCMに採用された。
マイユは1997年にParibas Affaires Industriellesへと売却され、その後2000年にユニリーバに買収された。